# Hofkirchen im Traunkreis
Hofkirchen im Traunkreis är en ort och kommun  i Österrike. Den ligger i distriktet Linz-Land i förbundslandet Oberösterreich, 150 kilometer väster om huvudstaden Wien. 
Kommunen består av fem orter (Ortschaften) (inom parentes invånarantal 1 januari 2024):
- Harmannsdorf (418)
- Hofkirchen im Traunkreis (1 299)
- Kiebach (65)
- Rappersdorf (133)
- Lanzenberg (167)